# Samuel Rhodes
Samuel Rhodes (Rochdale, 1900 – Dunfermline, 1977) was een Brits componist, dirigent en cornettist.

## Levensloop
Rhodes werd in 1915 lid van de Militaire kapel van de 2nd Seaforth Highlanders. Hij studeerde cornet, contrabas en kapelmeester vanaf 1923 aan de Royal Military School of Music "Kneller Hall" in Twickenham en behaalde zijn diploma in 1926. Eveneens studeerde hij aan het Royal College of Music te Londen en behaalde in 1924 zijn diploma. 
In 1926 werd hij kapelmeester bij de militaire kapel van het 1st Royal Scots. In 1935 werd hij benoemd tot dirigent van de Royal Artillery Mounted band in Aldershot en verbleef in deze functie tot 1938. Vervolgens werd hij luitenant en chef-dirigent van een van de vooraanstaande militaire orkesten, de Band of H.M. Royal Scotch Guard. Met dit orkest maakte hij een triomfale concertreis door de Verenigde Staten en Canada in 1955 en concerteerde in vijftig steden in 65 dagen. In 1959 ging hij met pensioen als Luitenant-Kolonel.
Als componist schreef hij vooral marsen voor harmonieorkest waarvan tegenwoordig nog Lothian en Golden Spurs (1937) bekend zijn.